# Fly Me to the Moon: The Great American Songbook V
Fly Me to the Moon: The Great American Songbook V é o vigésimo sexto álbum de estúdio do cantor Rod Stewart, lançado a 19 de outubro de 2010.

## Faixas
1. "That Old Black Magic" — 4:35
2. "Beyond the Sea" — 3:25
3. "I've Got You Under My Skin" — 3:50
4. "What a Difference a Day Makes" — 3:21
5. "I Get a Kick Out of You" — 3:32
6. "I've Got the World on a String" — 2:52
7. "Love Me or Leave Me" — 3:07
8. "My Foolish Heart" — 3:37
9. "September in the Rain" — 2:55
10. "Fly Me to the Moon" — 2:45
11. "Sunny Side of the Street" — 2:56
12. "Moon River" — 2:48

## Desempenho nas paradas musicais
| Parada musical (2010)          | Posições |
| ------------------------------ | -------- |
| Canadá - Canadian Albums Chart | 4        |
| Estados Unidos - Billboard 200 | 4        |